# 米凯莱·米安
米凯莱·米安（義大利語：Michele Mian，1973年7月18日—），意大利男子篮球运动员。他曾代表意大利获得2004年夏季奥运会篮球比赛男子银牌。他也参加了2000年夏季奥运会。